# Брати Карамазови (фільм, 1968)
«Брати́ Карама́зови» — радянський художній трисерійний фільм-екранізація однойменного роману Ф. М. Достоєвського, випущена в 1968 році. Остання режисерська робота Івана Пир'єва, який раптово помер до завершення створення фільму. Третю серію картини закінчили виконавці головних ролей Кирило Лавров і Михайло Ульянов.

## Сюжет
Психологічна драма про долю, Бога і любов. Сюжет охоплює основну лінію роману Ф. М. Достоєвського.

## У ролях
- Михайло Ульянов — Дмитро Карамазов
- Кирило Лавров — Іван Карамазов
- Андрій М'ягков — Альоша Карамазов
- Ліонелла Пир'єва — Грушенька
- Марк Прудкін — Федір Павлович Карамазов
- Світлана Коркошко — Катерина Іванівна
- Валентин Нікулін — Павло Смердяков
- Павло Павленко — старець Зосима
- Андрій Абрикосов — Кузьма Кузьмич Самсонов
- Євген Тетерін — отець Паїсій
- Анатолій Адоскін — Микола Парфенович Нелюдов, судовий слідчий
- Рада Волшанінова — циганка
- Тамара Носова — Марія Кіндратівна, «наречена» Смердякова
- Микита Подгорний — Михайло Осипович Ракітін
- Василь Матов — Петро Олександрович Міусов, далекий родич Федора Павловича
- Іван Власов — Петро Хомич Калганов, родич Міусова
- Віктор Колпаков — Григорій Васильович, слуга Карамазова
- Станіслав Чекан — син Самсонова
- Ольга Чуваєва — Катерина Йосипівна Хохлакова
- Євдокія Урусова — Марфа Осипівна
- Олександра Данилова — родичка Самсонова
- Іван Лапиков — Лягавий
- Варвара Попова — Мотря, кухарка Грушеньки
- Олександр Хвиля — батько Ферапонт
- Микола Рижов — Трифон Борисович Пластунов, господар заїжджого двору
- Микола Прокопович — Муссялович
- Геннадій Юхтін — отець Йосип
- Марк Перцовський — Врублевський
- Сергій Калінін — батюшка з Іллінського
- Володимир Осенєв — суддя
- Любов Корнєва — Феня, служниця Грушеньки
- Микола Бубнов — справник
- Георгій Георгіу — судовий засідатель
- Григорій Кирилов — прокурор
- Микола Кутузов — чорний чернець
- Юрій Родіонов — захисник
- Микола Свєтловідов — Максимов
- Ольга Гаспарова — служниця
- Микола Парфьонов — буфетник
- Олег Голубицький — епізод
- Георгій Светлані — епізод
- Іван Савкін — епізод
- Грігоре Грігоріу — епізод
- Світлана Харитонова — епізод (немає в титрах)

## Знімальна група
- Режисери — Іван Пир'єв, Михайло Ульянов, Кирило Лавров
- Сценарист — Іван Пир'єв
- Оператор — Сергій Вронський
- Композитор — Ісаак Шварц
- Художники — Стален Волков, Валерій Філіппов